# JAL再生タスクフォース
JAL再生タスクフォース（ジャルさいせいタスクフォース）は、日本航空の経営再建のための資産査定及び再生計画策定・実行のために設置されていた事業再生の専門家5名で構成される国土交通大臣直轄の顧問団。2009年9月25日設置、同年10月29日解散。

## 概要
2009年9月に自由民主党から民主党への政権交代が起きたが、JALグループの再建問題は前政権下からの緊急の課題であった。前原誠司国土交通大臣は、前政権下の「日本航空の経営改善のための有識者会議」を廃止するとともに、「JAL再生タスクフォース」を設置して、JALグループの資産査定を行わせ、政治主導で再生計画を策定させることとした。JAL再生タスクフォースは、西村あさひ法律事務所やボストン・コンサルティング・グループなどから来た専門家や社内スタッフ合計100名以上とともに、JAL本社で再生策を練った。
当初は10月末に再生計画骨子提出、11月末に再生計画確定の予定であった。しかし、債権放棄などをめぐってJALの取引先銀行団の反発を招いたり、政府の方針もぶれ続けるなど、計画の策定は紆余曲折を経た。結局、JAL再建は株式会社企業再生支援機構に引き継がれることとなり、設置から約1か月後の10月末に、資産査定の終了と再生計画の提出をもって解散した。
JAL再生タスクフォースの構成員は以下の5名であった（肩書きは当時の国土交通省報道発表による）。なお、当初、JALグループのメインバンクである日本政策投資銀行からも1名が参加するはずであったが、利益相反の懸念から取りやめになったという。
- 高木新二郎（リーダー） - 野村證券株式会社顧問、元産業再生機構産業再生委員長
- 冨山和彦（サブリーダー・作業統括） - 株式会社経営共創基盤代表取締役、元産業再生機構代表取締役専務
- 田作朋雄（作業統括） - PwCアドバイザリー株式会社取締役パートナー、元産業再生機構取締役（産業再生委員）
- 大西正一郎（作業統括） - フロンティアマネジメント株式会社代表取締役、元産業再生機構マネージングディレクター
- 奥総一郎（作業統括・連絡） - レゾンキャピタルパートナーズ専務執行役員、株式会社ラザードフレールシニアアドバイザー

## 経緯

### 破綻まで
背景には1995年頃にアメリカ合衆国で提唱された航空自由化に端を発する格安航空会社の新規参入や、企業年金を含む労働債務問題、為替と航空燃料の問題があった。アメリカでは航空会社の経営危機がひと足早く表面化したが、アメリカ連邦倒産法第11章では、近い将来に確定的に発生する債務によって倒産状態に陥ることが確実なときには、前倒しで倒産処理を行うことができるため、デルタ航空とノースウエスト航空は2005年にこの条項の適用を申請して再建の道を歩んだ。経緯は異なるものの、2002年にはアメリカ同時多発テロ事件による風評被害をもろに受ける乗客減で経営が悪化したユナイテッド航空も適用を受けていた。また、時期は前後するが2011年にはアメリカン航空も適用を受けている。
日本では日本エアシステムが2004年に日本航空の傘下に入った。全日空は労使が協調的に経営体質の改善に努めたが、もともと特殊法人として発足した日本航空は労使の協調がうまく機能せず、かつて国際線を独占していた経緯から、1990年頃の賃金が30歳のスチュワーデス職でも年800万円だったといわれ、企業年金を含む労務費に手をつけずに経営の建直しを進めることは困難な状況となった。そうした問題を扱う「日本航空の経営改善のための有識者会議」の結論を待たず、政権交代とリーマンショックを機に、国交大臣の前原が設置した私的諮問機関「JAL再生タスクフォース」が資産査定と再建案の策定に乗り出すこととなった。
事前情報では、「JAL再生タスクフォース」が前原国交相に提出する最終報告書の中には、日本航空の実質債務超過額は 7422億円 になると明記されているという報道がなされたが、国土交通省航空局が最終的に公表した報告書では、日本航空の債務超過額は 9592億円 とされた。

### 破綻処理
2010年1月19日、日本航空は「JAL再生タスクフォース」の調査結果を受けて、企業再生支援機構に再生支援を申請し、即日で支援の決定を受けた。日本航空は2009年9月中間期決算で、約1967億円の純資産を計上していたが、企業再生支援機構は申請時点の資産評価で、日本航空の2010年3月期の債務超過額が 8449億円 になる見通しを示した。
同日の会見で、前原国交相は風評被害も懸念される法的整理を選択した背景として「（会社更生法・民事再生法などに頼らない事業再生ADRによる）私的整理では抜本的な再生が先送りされる懸念があった」とし、菅直人財務相はJALの上場廃止について「100％減資は株式会社のルールに則った形だ」とした。すでに民主党鳩山政権内では稲盛和夫をCEOに据えて再建を図ることを内定しており、西松遙社長はこの日（2010年1月19日）付で退任した。稲盛は翌2月1日にCEOに就任した。
管財人となった企業再生支援機構は、日本航空の債務超過額を当初 8676億円（ロイターの事前報道では 8449億円）としていたが、2010年6月30日になって、概ね 9500億円 程度であると公表した。一方、その2ヶ月後の2010年8月26日、日本航空が再建処理にあたって設置していた第三者機関であるコンプライアンス調査委員会が、独自の調査報告書を公表した。
コンプライアンス調査委員会は同報告書の中で、日本航空の実質債務超超過額は 7042億円 であるとした。内訳は、いずれも資金ショートに直接結びつくものではなく、有価証券の評価替え 39億円、固定資産の評価替え 3588億円（うち航空機関係は 2764億円）、簿外の退職給付引当金不足関係の 3183億円で、これまで純資産とされた額が帳消しになるのは、2021億円の更生債権と相殺されるからであるとした。
なお、「JAL再生タスクフォース」は前原国交相が私的に設置したものであるため、かかった費用の10億円は国費では賄われず日本航空が支払った。
リストラクチャリング
日本航空はすでに2009年度に、国際線で13路線、国内線で20路線を不採算路線として運休していたが、それに加えてさらに国際線で15路線、国内線で30路線を運休することとした。
これにともなって人員整理が必要となった。人員整理は職種ごとに行われたが、募集した希望退職の人員に達しない場合、リストラの対象としたパイロットや客室乗務員には白紙の勤務シフト表を渡して希望退職に応じるまで面談部屋と呼ばれる追い出し部屋への出勤を義務づけるなどの措置で、当初の削減目標を達成した。
最終的には、日本航空グループ4万8千人の従業員のうち、3分の1にあたる1万6千人が退職した。
債権放棄
すでに破綻申請前から、前原国交相の「JAL再生タスクフォース」が金融機関との間で債権放棄についての協議を行っていたが、具体的な債権放棄額の協議は稲盛新CEOの元で進められることとなった。
日本航空と企業再生支援機構は90％の債権放棄を各金融機関に要請したが、結局2010年7月に87.5％ 3830億円で合意した。内訳は、日本政策投資銀行が1421億円、みずほコーポレート銀行が566億円、三菱東京UFJ銀行が514億円、三井住友銀行が176億円、住友信託銀行が133億円などである。
これに社債約1000億円やデリバティブなどが加わって、債権放棄要請額は総額で5216億円となり、100％減資による純資産の圧縮と含めて2011年3月期には債務超過が解消される見込みとなった。また別途、企業再生支援機構から 3500億円 の公的資金を注入し、新たな経営資本とする更生計画がまとまった。

### 再上場
2011年3月28日、日本航空は稲盛CEO同席の記者会見で、東京地方裁判所から同日付けで会社更生手続終結の決定を受けたことを発表した。合わせて、遡る3月15日に取引先8社に対して、127億円の第三者割当増資を実施したことを明らかにした。
内訳は、京セラと大和証券グループが50億円、東京海上日動火災保険が15億円、損保ジャパンが5億円、JTBが3億円、阪急交通社が2億円、あいおいニッセイ同和損害保険と三井住友海上火災保険が1億円であった。1株あたりの金額は、企業再生支援機構が出資した金額と同じ2000円だった。
2012年8月3日、東京証券取引所は9月19日を予定日として、日本航空の再上場を承認したと公表した。再上場の売出株式数は国内1億3125万株、海外4375万株の合計1億7500万株で、企業再生支援機構が保有する全株式であり、想定売出価格は1株3790円、売出総額で約6632億円であった。
2012年9月19日、日本航空は再上場を果たした。初値は想定売出価格を20円上回る3810円、時価総額で6900億円だった。

## 影響
全日空は日本航空と同様、2009年度に不採算路線の休廃止や減便を行った。全日空もまた大型機から中型機への更新を含む航空機売却による評価替えや除去損、新規資金需要を必要としており、最大1800億円の公募増資を実施して自己資本を増強した。これは株主価値の希薄化という面で既存株主にとっては実質的な減資となるものだったが、日本航空の状況に鑑みて批判は起きなかった。
しかし、日本航空の再上場が確実となった2012年7月、さらに最大2110億円の公募増資を発表した際には、増資発表前から全日空株が不穏な値動きをみせてインサイダー取引が疑われたこともあり、マスコミは総じて批判的な論調を示した。全日空は中型機のボーイング787を中心に今後3744億円投じるとしたが、成長の見込める新規路線・事業向けではなく設備更新であることも批判に拍車をかけた。一方、多額の債権放棄を受けたJALに対抗する手段として致し方ないという見方もあった。
2012年8月2日、西田昌司参議院議員は参議院国土交通委員会で、日本航空が会社更生手続き終了直前である2011年3月15日に実施した総額127億円の第三者割当増資の経緯の不透明さについて、まるで第2のリクルート事件のようだと批判した。他の議員やメディアからもインサイダー取引を疑う論調の批判が次々とあがった。
これについて日本航空は、国会の質疑で第三者割当増資は安定株主づくりのためと反論したが、増資額127億円は株式数にすると約635万株であり、役員による出資と併せても発行済み株式数の3.5%だった。残り96.5%1億7500万株は企業再生支援機構が保有していたが、再上場の際にすべて放出された。
この結果、再上場直後の上位株主構成と持株比率は、MORGAN STANLEY & CO.LLC（7.08%）、MORGAN STANLEY & CO.INTERNATIONAL.LPC（2.41%）、GOLDMAN,SACHS & CO.REG（2.39%）、京セラ（2.01%）、日本マスタートラスト信託銀行（1.84%）となった。京セラは第三者割当増資以外にも 131万9千株を市場で購入し、持株数を381万9千株としていた。